# Davi I da Etiópia
Davi I (português brasileiro) ou David I (português europeu) (em amárico: ዳዊት; romaniz.: Dāwīt) foi um Imperador da Etiópia (nəgusä nägäst, 1382 - 6 de outubro de 1413) e membro da dinastia salomónica.  Seu nome de trono era Constantino (Qwastantinos).  Ele era o filho mais novo de Niuaja Cristo.

## Reinado
Taddesse Tamrat discute uma tradição que, no início de seu reinado, Davi I fez campanha contra o Egito, chegando ao norte até Assuão. Em resposta, o Emir forçou o Patriarca de Alexandria, Mateus I, a enviar uma delegação a Davi para convencê-lo a se retirar de volta ao seu reino. Taddesse conclui: "Parece haver pouca ou nenhuma dúvida de que, na véspera do advento da Dinastia Burji do Egito Mameluco, o rei Davi havia de fato liderado suas tropas para além das fronteiras ao norte de seu reino, e causado muita confusão entre os habitantes muçulmanos da área que estavam na esfera de influência do Egito desde o século XIII"  O imperador aparentemente teve um relacionamento muito mais amigável com o sucessor do sultão, pois segundo o historiador medieval Almacrizi, Davi I enviou 22 camelos carregados de presentes para Barcuque, o primeiro sultão da dinastia Burji. 
Davi enfrentou o problema dos ataques dos reinos muçulmanos em sua fronteira oriental com numerosos contra-ataques a esses reinos. Segundo Almacrizi, em 1403, o imperador Davi perseguiu , sultão de Ifate, Sabredim II, até Zeilá, matando-o e saqueando a cidade. 
Davi enviou uma embaixada para a Europa, que chegara a Veneza em 23 de junho de 1402, solicitando que vários artesãos fossem enviados para seu domínio.  Carlo Conti Rossini reuniu os documentos sobreviventes relativos a essa visita em 1927, que registram que cinco artesãos partiram com o enviado etíope em agosto, mas não se eles chegassem à Etiópia. No entanto, Marilyn E. Heldman encontrou evidências de um "cálice dourado" feito em Veneza , chegou na Etiópia e foi entregue a Davi.  Outro sinal possível de sua chegada é o itinerário de uma viagem de Veneza por Rodes, Chipre, Jerusalém, Cairo e Axum até a corte de Preste João em Xoa que O. G. S. Crawford remonta ao reinado de Davi. Crawford considera este documento o "primeiro relato inequívoco da geografia abissínia que sobreviveu; certamente se refere à jornada de um europeu, e a rota seguida pode ser identificada com muita precisão". 
Um cavaleiro notável, Davi foi morto ao cair de seu cavalo e ter sua cabeça pisoteada por um de seus cavalos. Seu corpo foi enterrado no mosteiro de Santo Estêvão, na ilha de Daga, no lago Tana. 